# Adontomerus eriogasteris
Adontomerus eriogasteris is een vliesvleugelig insect uit de familie Torymidae. De wetenschappelijke naam is voor het eerst geldig gepubliceerd in 1955 door Nikol'skaya.